# Uriel Busso
Uriel Busso (Hebreeuws: אוריאל בוסו) (Ramla, 13 september 1973) is een Israëlische politicus voor Shas in de Knesset.
Busso is geboren in Ramla als zoon van zijn moeder Heftziba, de dochter van de stadsrabbijn Yitzhak Avihatzira, en van zijn vader die als kind uit Argentinië emigreerde en studeerde aan de Porat Yosef Yeshiva. Tussen 2006 en 2020 was hij fractievoorzitter van Shas in de gemeenteraad van Petah Tikva. In 2020 kandideerde hij zich als kandidaat voor Shas werd verkozen in de 23e Knesset. Toen in het Kabinet-Netanyahu V zijn partijgenoot Aryeh Deri zich als minister terugtrok uit de Knesset heeft hij sinds 19 juni 2020 zijn plek ingenomen.

## Persoonlijk
Busso woont in Petach Tikwa met zijn vrouw en zes kinderen en is de neef van voormalig Knesset-lid en minister Aharon Abuhatzira.